# ليه غيليت
ليه غيليت (بالإنجليزية: Les Gillett)‏ هو لاعب بولينغ بريطاني، ولد في 17 نوفمبر 1970.